# Nuggets de Denver
Pour les articles homonymes, voir Nuggets de Denver (1949-1950).
Maillots
Actualités
Les Nuggets de Denver (en anglais : Denver Nuggets, « les pépites de Denver ») sont une franchise de basket-ball de la National Basketball Association (NBA). Ils concourent en tant que membre de la conférence Ouest, au sein de la division Nord-Ouest. Les Nuggets jouent leurs matchs à domicile à la Ball Arena, qu’ils partagent avec l’Avalanche du Colorado de la Ligue nationale de hockey (LNH) et le Mammoth du Colorado de la National Lacrosse League (LNL).
L’équipe est fondée sous le nom de Larks de Denver en 1967 comme une franchise de l’American Basketball Association (ABA), mais change son nom pour Rockets de Denver avant la première saison. La franchise change de nouveau son nom pour les Nuggets en 1974. La pépite d’or (nugget en anglais) est le symbole d’une ville qui s’est bâtie sur une ruée vers l’or dans la seconde partie du XXe siècle. Après le changement de nom, les Nuggets jouent pour le titre ABA en 1976, perdant contre les Nets de New York.
L’équipe connaît quelques périodes de succès, se qualifiant pour les playoffs ABA à chaque saison. L’équipe rejoint la NBA en 1976 après la fusion ABA-NBA et se qualifie pour les séries éliminatoires de la NBA durant neuf saisons consécutives dans les années 1980 et dix saisons consécutives de 2004 à 2013.
En juin 2023, les Nuggets deviennent champions de la NBA pour la première fois en battant le Heat de Miami.

## Historique de la franchise
La toute première équipe est fondée dans la National Basketball League (NBL) avant la saison 1948-1949. Après cette saison, la NBL combine avec la Basketball Association of America (BAA), avec le circuit nouvellement unifié nommé la National Basketball Association (NBA) pour refléter la fusion.

### 1967-1976: Les années ABA
Jouant à l’Auditorium Arena de Denver, les Rockets connaissent des succès précoces sur le terrain, développant une solide base de fans. Cependant, l’équipe ne participe à aucune finale ABA.
Au début, Denver avait une solide formation menée par Byron Beck et Larry Jones, puis par Beck et Ralph Simpson. Lonnie Wright des Broncos de Denver de la Ligue américaine de football américain signe avec les Rockets au cours de cette première saison et devient le premier joueur à jouer au football américain professionnel et au basket-ball dans la même saison. Wright joue quatre saisons avec Denver. La recrue controversée Spencer Haywood rejoint l’équipe pour la saison 1969-1970. Haywood est l’un des premiers joueurs à devenir professionnel avant d’être diplômé de l’université, et la NBA refuse d’abord de le laisser jouer dans sa ligue. Haywood obtient en moyenne près de 30 points et 19,5 rebonds par match dans sa seule saison ABA, étant nommé MVP de la saison régulière, rookie de l’année, ainsi que MVP All-Star Game. L’équipe termine avec un bilan de 51-33, remportant sa division, avant d'être éliminé en playoffs au second tour.
Juste avant le début de la saison 1970-1971, Haywood signe avec les SuperSonics de Seattle, rejoignant ainsi la NBA. Le bilan de l'équipe est de 30-54.

#### Identité des Nuggets de Denver
Ringsby vend l’équipe aux hommes d’affaires de San Diego, Frank Goldberg et Bud Fischer en 1972. En 1974, en prévision de son entrée dans la NBA et la nouvelle McNichols Arena, la franchise organise un concours pour choisir un nouveau surnom d’équipe, car "Rockets" était déjà utilisé par les Rockets de Houston. Le choix final est "Nuggets", en l’honneur de l’équipe originale de 1948, la dernière année en tant que membre fondateur de la NBA.
Avec la signature du futur Hall of Famer, David Thompson, de Marvin Webster et les acquisitions de Dan Issel et Bobby Jones et avec Larry Brown comme entraîneur, ils réalisent leurs meilleures saisons dans l’histoire de l’équipe. Au Denver Auditorium Arena pour la dernière saison, l’équipe de 1974-1975 fait une saison à 65-16, dont 40-2 à domicile. Cependant, une sortie rapide des playoffs s'ensuit.
En 1975-1976, dans leur nouvelle arène, les Nuggets battent le champion en titre, les Colonels du Kentucky, quatre matchs à trois, pour atteindre la finale 1976 de l’ABA pour la première fois. Finalement, ils perdent contre les Nets de New York de Julius Erving. La fusion ABA-NBA se déroule à la fin de la saison. Les Nuggets, les Nets, les Pacers de l'Indiana et les Spurs de San Antonio font leur entrée dans la NBA. Les Spirits of St. Louis et les Colonels du Kentucky sont dissous.

### 1976-1982: Débuts au sein de la NBA
Menés par Dan Issel, Bobby Jones, David Thompson et Larry Brown sur le banc, les Nuggets remportent le titre de la division dans leurs deux premières saisons en NBA, et manquent le troisième titre d'une victoire. Mais à chaque fois, ils sont éliminés en play-offs. Red McCombs achète l’équipe en 1978.
Brown quitte le club en 1979, causant une brève récession sportive. Le club renoue avec le succès en 1981 à la signature de l'entraîneur Doug Moe. Il apporte la stratégie dite « Run and gun », un style de jeu concentré sur l'attaque, mené par Fat Lever et Alex English. Moe était également connu pour ne pas accorder autant d’attention à la défense que ses collègues. L'équipe est portée sur l'attaque. Les Nuggets des années 1980 sont une équipe au jeu séduisant, marquant régulièrement plus de 115 points par match. En 1981-1982, la franchise n'est qu'à une reprise sous la barre des 100 points. La série record de la NBA est arrêtée à 136 matchs consécutifs. Au cours de la saison 1981-1982, les Nuggets établissent le record de la ligue pour la moyenne de points par match à 126,5 points.

### 1982-1989: L'ère Alex English
Ancré par les scoreurs Alex English et Kiki Vandeweghe aux deux positions d'ailiers, et Dan Issel en pivot, Denver mène la ligue au nombre de points marqués, avec English et Vandeweghe ayant plus de 25 points par match chacun. C’était une nouvelle stratégie, permettant aux Nuggets de dominer la division Midwest et de se qualifier pour les playoffs pendant cette période. Le 13 décembre 1983, les Nuggets et les Pistons de Détroit combinent un total de 370 points, avec Détroit victorieux en triple prolongation, 186-184, ce qui constitue un record NBA. À la fin de la saison, Alex English remporte le titre de meilleur marqueur de la NBA, devenant le seul Nugget à remporter le prix. En 1984-1985, ils atteignent la finale de conférence Ouest où ils perdent en cinq matchs contre les Lakers de Los Angeles.
Avant la saison 1984-1985, Vandeweghe est échangé aux Trail Blazers de Portland contre Fat Lever, Calvin Natt et Wayne Cooper. Menée par Alex English et soutenue par les trois nouvelles acquisitions, et en défense Bill Hanzlik et T. R. Dunn, l’équipe continue son succès dans la conférence Ouest malgré la perte de Vandeweghe. Ils remportent 54 matchs au cours de la saison 1987-1988, le plus grand nombre qu’ils aient jamais remporté en tant qu’équipe de la NBA. Cependant, les Mavericks de Dallas éliminent les Nuggets au second tour des playoffs 1988. McCombs vend l’équipe à Sidney Shlenker en 1985, qui à son tour, vend l’équipe à COMSAT en 1989.

### 1989-1991: Période de déclin
Doug Moe quitte l’équipe en 1990 et est remplacé par Paul Westhead. Westhead croit en un style de jeu « Run and gun », et donne le feu vert pour des joueurs comme Michael Adams et Chris Jackson pour tirer rapidement au panier après quelques secondes de possession.
Cependant, Westhead se souciait encore moins de la défense que Moe. En conséquence, les Nuggets encaissent des points si rapidement que même leur jeu offensif prolifique ne pouvait pas suivre. Ils terminent avec le pire bilan de la ligue au cours de la saison 1990-1991, même s’ils ont établi de nombreux records. Comme une insulte, de nombreux journalistes sportifs à cette époque ont surnommé l’équipe les "Enver Nuggets" (enlevant le "D", signifiant aucune défense).

### 1991-1996: L'ère Dikembe Mutombo
Denver franchit une étape positive dans la reconstruction en sélectionnant le pivot de Georgetown, Dikembe Mutombo en 1991. Mutombo termine deuxième derrière Larry Johnson pour le titre de rookie de l’année de la NBA cette saison-là. Denver termine avec un bilan de 24-58 cette saison-là.
Denver congédie Westhead avant la saison 1992-1993 et embauche l’ancien joueur vedette Dan Issel comme successeur. Les Nuggets ont deux choix de draft cette année-là et sélectionnent LaPhonso Ellis et Bryant Stith. Denver passe à un bilan de 36-46, ratant les playoffs.
Denver abandonne ses couleurs arc-en-ciel pour un marine foncé, or métallique et vin à partir de la saison 1993-1994. Mené par Mutombo, Mahmoud Abdul-Rauf (qui change son nom de Chris Jackson avant la saison), et Ellis, Denver termine avec sa première saison positive depuis l’ère Doug Moe, à 42-40. Denver décroche la 8e place pour les playoffs, jouant le leader de la conférence Ouest, les SuperSonics de Seattle. Denver était un outsider lourd, ayant seulement un duo de joueurs avec une réelle expérience des séries éliminatoires de la NBA. Après avoir perdu les deux premiers matchs à Seattle, la série est revenue à Denver, qui remporte les deux matchs et égalise dans la série à 2 partout. Les Nuggets rentrent dans l’histoire de la NBA dans le match 5, renversant Seattle en prolongation 98-94. Ils deviennent la première équipe, classée 8e à vaincre une équipe classée 1re dans les playoffs NBA. Denver presque répète son exploit avant de tomber face au Jazz de l'Utah en 7 matchs au second tour.
Denver recrute Dale Ellis durant l'intersaison et sélectionne Jalen Rose lors de la draft 1995. L’entraîneur adjoint Gene Littles remplace Dan Issel, démissionnaire, pendant une courte période avant de céder le poste au manager général, Bernie Bickerstaff. Denver rebondit et atteint la 8e place, qualificative en playoffs, terminant à l'équilibre, 41-41. Les Nuggets sont balayés par les Spurs de San Antonio lors du premier tour.
Après cette saison, Denver acquiert Antonio McDyess dans un échange avec les Clippers de Los Angeles. McDyess est le visage de la franchise pour les prochaines années, puisque Mutombo quitte l'équipe après la saison 1995-1996 pour les Hawks d'Atlanta, LaPhonso Ellis manque la majorité des prochaines saisons en raison de blessures récurrentes au genou et à la jambe, Rose est échangé aux Pacers de l'Indiana pour Mark Jackson, Abdul-Rauf est échangé aux Kings de Sacramento avant la saison 1996-1997.

### 1997-2003: Nouvelle période de déclin
Après avoir terminé la saison 1996-1997 avec le quatrième pire bilan de la ligue (21-61), les Nuggets envoient Antonio McDyess aux Suns de Phoenix, et Dale Ellis revient à Seattle. Lors de la saison 1997-1998, les Nuggets sont seulement victorieux 11 fois dans une saison régulière de 82 matchs. Ils réalisent une série de 23 défaites de suite au cours de cette saison, soit un seul match de moins que les 24 défaites des Cavaliers de Cleveland au début des années 1980. La série de défaites est ensuite battue par les Cavaliers en 2011 et les 76ers de Philadelphie en 2014 avec 26 défaites consécutives. Plusieurs années plus tard, les Nuggets égalent le pire bilan de la NBA en 2002-2003, également avec les Cavaliers.

### 2003-2011: L’ère Carmelo Anthony

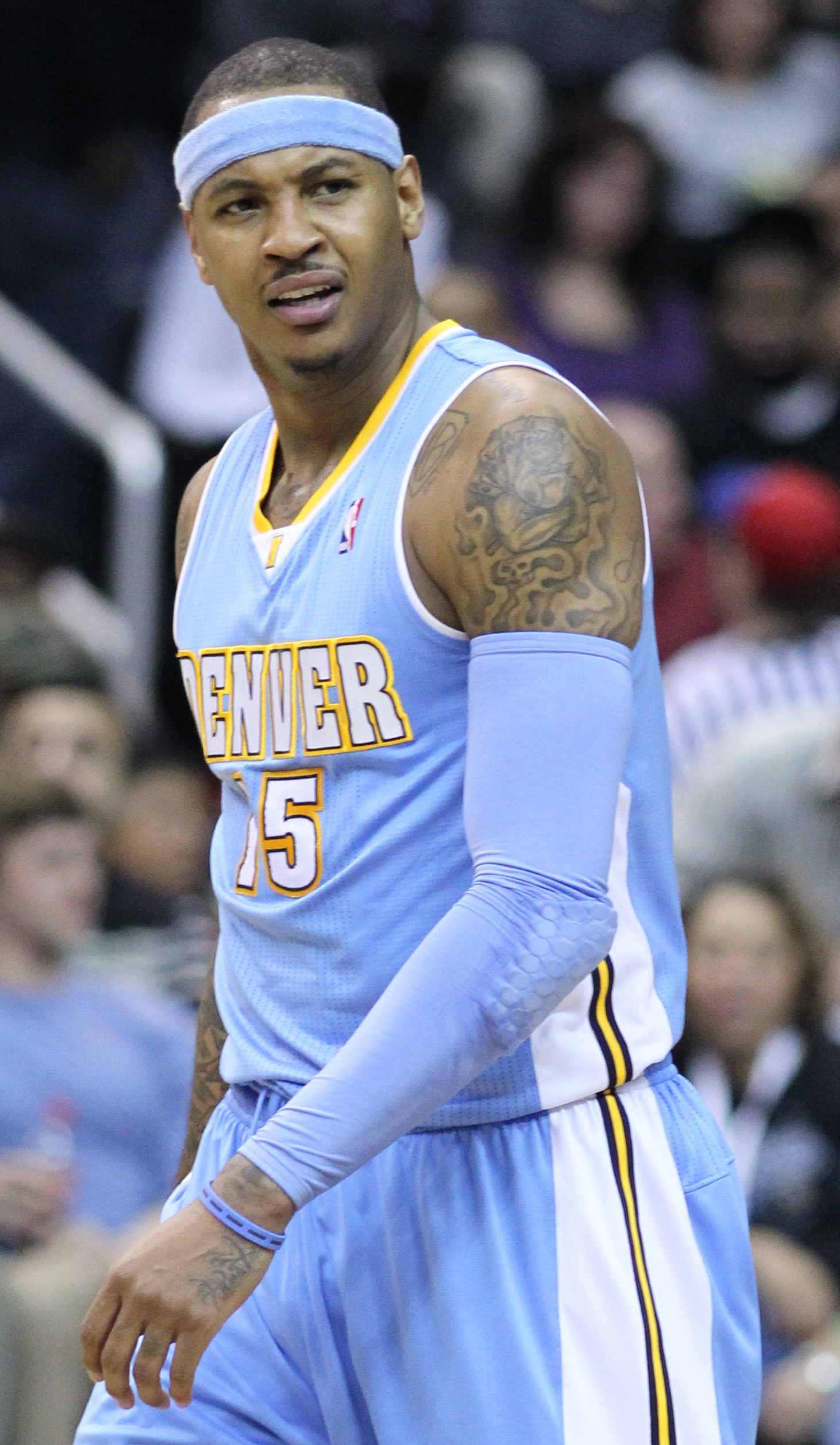
Carmelo Anthony sous le maillot des Nuggets.

La renaissance des Nuggets de Denver semble s'amorcer en 2003 avec la draft qui leur apporte Carmelo Anthony. Ils signent également Earl Boykins, un petit meneur. Les Nuggets remportent en deux mois autant de matchs que la saison précédente ; et deviennent en avril la première équipe à atteindre les play-offs après une saison à moins de 20 victoires. Les Nuggets se qualifient lors du dernier match à la 8e et dernière place qualificative. Ils sont éliminés au premier tour par les Timberwolves du Minnesota.
Durant l'intersaison, Anthony participe aux Jeux olympiques et rapporte la médaille de bronze. Les Nuggets récupèrent Kenyon Martin des Nets du New Jersey contre quelques tours de draft pour former une équipe jeune et prometteuse qui semble en mesure de jouer dans les avant-postes de la ligue pour les saisons à venir.
L'équipe rencontre néanmoins des difficultés au démarrage de la saison 2004-05, l'entraîneur Jeff Bzdelik est limogé par le General Manager Kiki Vandeweghe, qui nomme à sa place George Karl à la fin janvier. Karl réalise une fin de saison extraordinaire avec 28 victoires pour 6 défaites et qualifie les Nuggets en 7e position dans la Conférence Ouest. Ils sont battus au premier tour par les Spurs de San Antonio.
L'été 2005 est calme pour les Nuggets qui n'enregistrent des mouvements d'importance qu'en février 2006 : un échange incluant 4 franchises envoie notamment les ailiers Ruben Patterson et Reggie Evans à Denver. Ces deux joueurs participent activement aux côtés de Carmelo Anthony, Earl Boykins, Marcus Camby, Andre Miller et Kenyon Martin à la conquête du premier titre de la division Northwest depuis 1988 avec 44 victoires pour 38 défaites. Les Nuggets sont éliminés dès le premier tour par les Clippers de Los Angeles en 5 matchs.
Pendant l'intersaison, J. R. Smith et le Français Yakhouba Diawara sont les deux seuls transferts importants, la franchise repart sur les mêmes bases que la saison précédente, les Nuggets sont un candidat sérieux au titre de champion de division.
Le 16 décembre 2006, lors de la rencontre Knicks de New York face aux Nuggets de Denver au Madison Square Garden une bagarre générale éclate alors qu'il restait moins de deux minutes de jeu et que le sort de la partie était déjà joué (119 à 100 pour Denver). L'altercation intervient à la suite d'une faute grossière de Mardy Collins sur J. R. Smith parti en contre-attaque, les deux joueurs en viennent aux mains, puis le reste des joueurs, Nate Robinson et J. R. Smith se battent même dans les tribunes. La tension retombe après l'intervention de la sécurité et de certains joueurs qui tentent de calmer les esprits, c'est alors que Carmelo Anthony assène un coup de poing au visage de Mardy Collins, son coéquipier Jared Jeffries tente de faire justice lui-même, mais les joueurs et la sécurité l'en empêchent, évitant ainsi que la situation ne dégénère davantage.
Finalement dix joueurs sont expulsés par les arbitres, cette affaire rappelle une autre rixe entre Ron Artest et Ben Wallace. À l'époque, Artest avait été suspendu pour le reste de la saison.
Quelques jours plus tard, la NBA sanctionne Carmelo Anthony (qui tournait jusque-là à 33,8 points 7,7 rebonds 5,8 passes décisives, 1,8 interception et 1,2 contre par match) à 15 matchs de suspension, Nate Robinson et J. R. Smith écopent de 10 matchs, ainsi que 6 et 4 respectivement pour Mardy Collins et Jared Jeffries.
Allen Iverson rejoint les Nuggets le 20 décembre 2006 ainsi que Ivan McFarlin en échange de Joe Smith et André Miller. Pour ne pas payer la luxury tax, le 11 janvier 2007 la franchise de Denver échange Earl Boykins et Julius Hodge contre Steve Blake des Bucks de Milwaukee et ainsi réduit sa masse salariale.
Une série de 12 victoires consécutives en fin de saison, permet aux Nuggets, emmenés par Anthony, joueur du mois d'avril, de prendre la sixième place de la conférence ouest pour les playoffs 2007.
Lors des playoffs 2007, Denver est éliminé par les Spurs de San Antonio (futur champion) dès le premier tour : 4-1.
La saison 2007-2008 est décevante et l'entente Carmelo Anthony-Allen Iverson (malgré leur sélection pour le 5 de départ pour le All-Star Game) ne porte pas ses fruits et la déception se confirme en playoffs avec une élimination 4-0 au premier tour contre les Lakers, futur finalistes.
Lors de la saison 2008-2009, Marcus Camby est échangé contre des tours de draft, puis Allen Iverson est échangé contre Chauncey Billups, le meneur vétéran des Pistons de Détroit. Billups est élu au All-Star Game par les entraîneurs mais David West l'ailier des Hornets de la Nouvelle Orléans est préféré à Carmelo Anthony. Les intérieurs Nenê et Chris Andersen s'affirment lors de la saison. Denver finit deuxième dans la conférence Ouest derrière les Lakers.
Lors des playoffs 2009, Denver élimine les Hornets 4-1 avec un match 4 où Denver égale le record du plus large écart lors d'une victoire en playoffs 123-65 soit 58 points d'écart. Cela faisait 15 ans que l'équipe n'avait plus passé un tour en playoffs. Ils continuent d'ailleurs sur leur lancée en éliminant les Mavericks de Dallas en 5 matches, pour rejoindre leur première finale de conférence depuis 1985.
Lors des playoffs 2010, Denver se fait éliminer dès le premier tour par le Jazz de l'Utah (4-2).
La saison 2010-2011 démarre, avec les Rumeurs persistantes d'un transfert de la star, Carmelo Anthony. Malgré cela et la blessure de Kenyon Martin, les Nuggets bien renforcés par l'arrivée de Al Harrington et celle du rookie Gary Forbes, parviennent à rester dans le top 8 de la conférence.

### 2011-2015: Période sans Anthony
Devant le refus de Carmelo Anthony de prolonger avec Denver avec la possibilité de devenir agent libre au terme de la saison, Denver doit réaliser un échange avant la fin de celle-ci afin de pouvoir obtenir une compensation à son départ. À l'approche du All-Star Game, les rumeurs de son départ pour les Nets du New Jersey ou les Knicks de New York s’intensifient. Un accord est finalement conclu entre trois équipes, Denver, New-York et les Timberwolves du Minnesota. Dans cette transaction, les Nuggets reçoivent Danilo Gallinari, Wilson Chandler, Raymond Felton, Kosta Koufos et Timofeï Mozgov et se séparent de Carmelo Anthony, Chauncey Billups, Anthony Carter, Renaldo Balkman et Shelden Wiliams.
Denver se fait éliminer au premier tour contre le Thunder d'Oklahoma City, sur le score de 4 à 1. Les Nuggets font un nouvel échange lors de la draft 2011 : Raymond Felton est échangé contre Andre Miller, un ancien Nugget. Lors de celle-ci, ils sélectionnent avec le vingt-deuxième choix l'ailier fort Kenneth Faried en provenance de l'université de Morehead State et l'arrière de l'université de Texas, Jordan Hamilton avec le vingt-sixième choix.
La franchise, privée de star avec également la décision de J.R. Smith de rejoindre Carmelo Anthony aux Knicks de New York à son retour de Chine, compte lors de la saison 2011-2012 principalement sur son duo de meneurs avec l'expérimenté André Miller et le jeune prometteur Ty Lawson ainsi que sur l'Italien Danilo Gallinari. Pour cette nouvelle saison Aaron Afflalo et André Miller sont nommés capitaine et vice capitaine des Denver Nuggets.
Le début de saison des Nuggets est meilleur que prévu, les Nuggets luttant pour une place en play-off. Grâce notamment à l'avènement de Kenneth Faried, qui prend la place de titulaire au poste 4, et de Danilo Gallinari, qui n'est pas étranger au bons résultats de la formation du Colorado.
Le 15 mars 2012, l'équipe se sépare de son pivot titulaire Néné, l'envoyant à Washington, en échange de JaVale McGee et Ronny Turiaf. Ce dernier est laissé libre par Denver quelques jours plus tard.
Lors de la draft 2012, ils choisissent l'arrière français Evan Fournier, en provenance de Poitiers Basket 86, avec leur vingtième choix, ainsi que Quincy Miller, choisi en trente-huitième position, ailier des Bears de Baylor.
En août 2012, l'ailier star des 76ers de Philadelphie Andre Iguodala débarque à Denver, impliqué dans l'échange impliquant quatre franchises et dont le transfert le plus important est le passage de Dwight Howard du Magic d'Orlando aux Lakers de Los Angeles. Dans cette transaction, Aaron Afflalo et Al Harrington rejoignent le Magic d'Orlando.
Après une saison 2013 marquée par le meilleur bilan de son histoire, Denver est éliminé à la surprise générale au premier tour des playoffs par les Warriors de Golden State. Les Nuggets perdent leur manager général Masai Ujiri, fraîchement élu dirigeant de l'année et qui rejoint les Raptors de Toronto, et limogent leur entraîneur George Karl, lui aussi récompensé du titre d'entraîneur de l'année. Ils engagent Brian Shaw quelques semaines après, au poste d'entraîneur. Le 21 juin 2013, Tim Connelly est annoncé comme nouveau manager général. Andre Iguodala est envoyé aux Warriors de Golden State dans un échange dans lequel ils acquièrent Randy Foye. Ils signent également le pivot J. J. Hickson, qui était auparavant avec les Trail Blazers de Portland et Nate Robinson, qui joue pour les Bulls de Chicago. Ils signent aussi Darrell Arthur des Grizzlies de Memphis et Joffrey Lauvergne en échange de Kosta Koufos.
La saison 2013-2014 est difficile puisque de nombreuses blessures touchent des joueurs clés. Les Nuggets terminent avec 36 victoires, leur pire bilan de victoires en 11 ans, et manquent les playoffs. Au cours de l’intersaison 2014, les Nuggets ramènent Arron Afflalo en échange du Français, Evan Fournier. Denver échange également son premier choix de draft à Chicago pour acquérir deux choix de premier tour ultérieurs, qui sont utilisés pour sélectionner Jusuf Nurkić et Gary Harris. Le 3 mars 2015, le manager général Tim Connelly annonce que l’entraîneur, Brian Shaw, avait été congédié. Melvin Hunt prit l'intérim pour le reste de la saison.

### Depuis 2015: L'ère Nikola Jokić

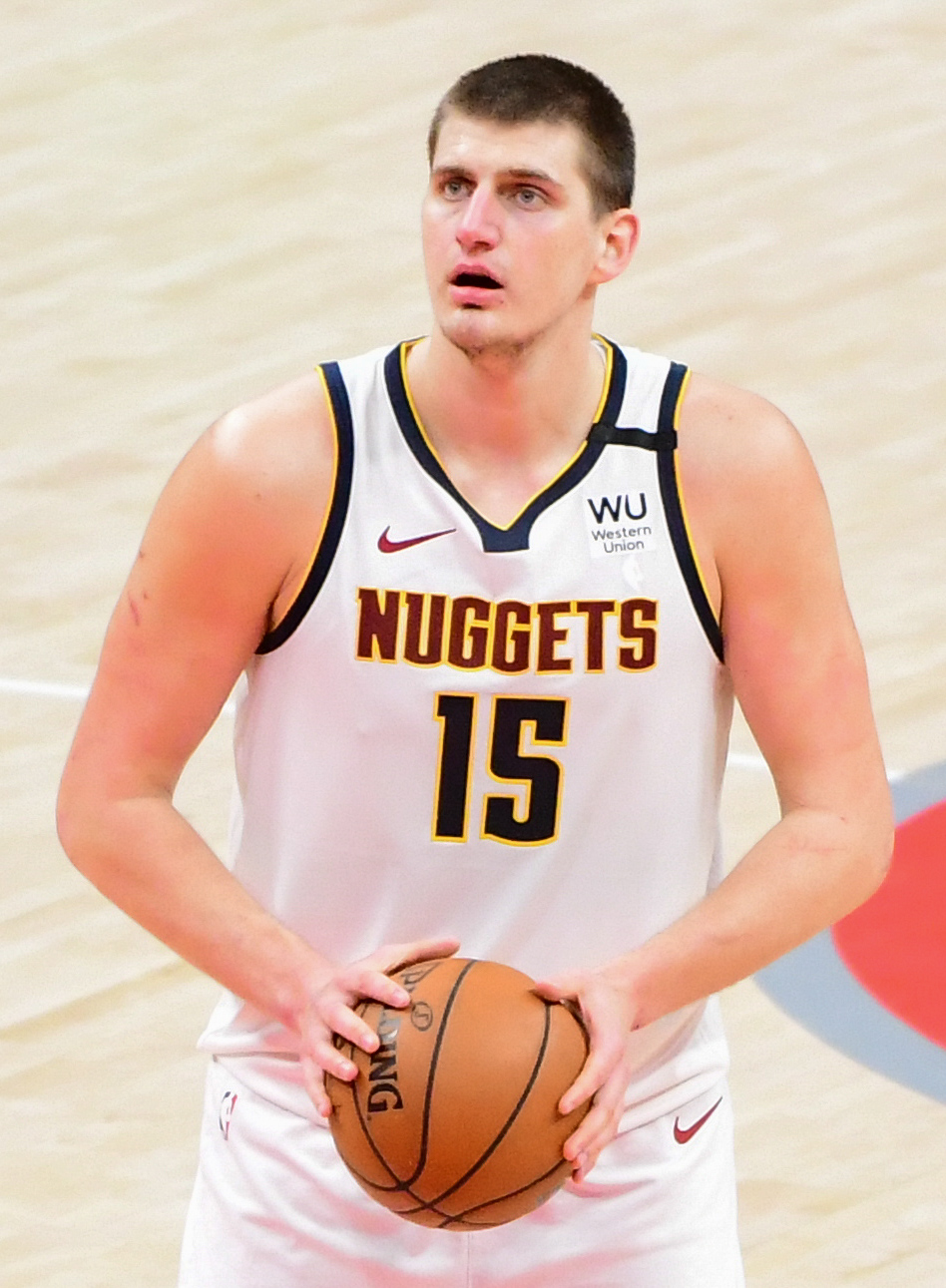
Nikola Jokić sous le maillot des Nuggets.

En juin 2015, Michael Malone est nommé au poste d'entraîneur, assisté de Jordi Fernández à partir de juillet 2016. Lors de la draft NBA 2015, les Nuggets sélectionnent Emmanuel Mudiay avec le 7e choix, qui était largement considéré comme le meilleur meneur de la cuvée. Le 14 juillet 2015, Ty Lawson est arrêté à Los Angeles pour conduite sous stupéfiants, pour la deuxième fois en six mois. Les Nuggets échangent Lawson une semaine plus tard aux Rockets de Houston avec un premier tour de draft qui est utilisé pour sélectionner Juan Hernangómez.
Sous la direction de Michael Malone, les Nuggets de Denver commencent à s’améliorer tout en comptant principalement sur des jeunes joueurs composés d’Emmanuel Mudiay, Nikola Jokić, Gary Harris et Jusuf Nurkić. Le 27 janvier 2016, il est annoncé que Mudiay et Jokić participeraient au Rising Stars Challenge au NBA All-Star Game 2016. Ils terminent la saison 2015-2016 à la onzième place du classement, ratant les playoffs.
Lors de la draft NBA 2016, les Nuggets ajoutent le meneur de Kentucky, Jamal Murray ainsi que Juan Hernangómez, Malik Beasley et Petr Cornelie. Le 13 février 2017, Nurkić est échangé aux Trail Blazers de Portland en échange de Mason Plumlee. Grâce à une grande progression statistique de Nikola Jokić, avec des triple-doubles à la clé, les Nuggets progressent et entament des séries de victoires, en quête d'une qualification en playoffs. Néanmoins, ils terminent à la 9e place de la conférence Ouest pour la saison 2016-2017, mais laissent entrevoir de belles perspectives.
Le 15 juin 2017, les Nuggets promeuvent Artūras Karnišovas et Tim Connelly pour devenir respectivement le nouveau manager général et président des opérations du basket-ball. Lors de la draft 2017, les Nuggets sélectionnent Tyler Lydon, Vlatko Čančar et Monte Morris, avec respectivement les 24e, 49e et 51e choix. Le 2 décembre 2017, les Nuggets retirent le numéro 12 de Fat Lever lors de leur victoire 115-100 contre les Lakers de Los Angeles. 
Bien qu’ils compilent leur première saison en bilan positif depuis 2013, ils ratent les playoffs 2018, la cinquième année d’affilée, après avoir perdu contre les Timberwolves du Minnesota dans un match décisif pour la qualification, mettant également fin à la disette sans playoffs de 14 ans des Timberwolves. Les Nuggets terminent à nouveau 9e, un match derrière les Timberwolves.
Lors de la draft 2018, les Nuggets sélectionnent Michael Porter Jr. et Jarred Vanderbilt. Le 31 janvier 2019, Jokić reçoit sa première sélection en tant que All-Star lors du All-Star Game 2019, devenant le premier All-Star des Nuggets depuis Carmelo Anthony en 2011. Les Nuggets terminent la saison 2018-2019 avec 54 victoires, remportant le titre dans leur division et la 2e place dans la conférence Ouest. Au premier tour des playoffs, les Nuggets jouent contre les Spurs de San Antonio, remportant la série au terme d'un septième match décisif. Les Nuggets sont éliminés au second tour par les Trail Blazers de Portland encore une fois en sept matchs. Dans cette série, le match 3 s'est joué au terme de 4 prolongations, égalant le record du plus long match de playoffs depuis 1953.
Lors de la saison 2019-2020, l'équipe se place à nouveau dans le haut de tableau de la conférence. Avec la suspension de la saison, les Nuggets font partie des 22 équipes invitées à participer aux huit derniers matchs de la saison régulière dans la "Bulle d'Orlando". Sous la gouverne de Jokić et Murray, l’équipe est la première dans l’histoire des playoffs NBA à revenir deux fois de suite d'un déficit de 3-1 dans leur série. Au premier tour, ils battent le Jazz de l'Utah en 7 matchs, puis les Clippers de Los Angeles de Paul George et Kawhi Leonard au second tour. Au cours du premier tour, Jamal Murray réalise deux performances impressionnantes en inscrivant 50 points à deux reprises dans la série.
Les deux saisons suivantes se ressemblent pour Denver : une saison régulière satisfaisante (3e à l'ouest en 2021, 6e en 2022) emmenés par Nikola Jokić qui est élu deux fois MVP, mais une élimination précoce en play-offs (4-0 contre les Suns de Phoenix après avoir éliminé les Trail Blazers de Portland 4-2 en 2021, 4-1 contre les Warriors de Golden State en 2022). Lors des play-offs 2022, Denver est privé de Jamal Murray et Michael Porter, tous deux blessés.
En 2022-2023, Denver finit à la première place de l'ouest. En playoffs, ils éliminent les Timberwolves du Minnesota 4-1, puis prennent leur revanche sur les Suns de Phoenix 4-2. Le 22 mai 2023, les Nuggets accèdent pour la première fois dans l'histoire de la franchise aux finales NBA, après avoir éliminé les Lakers de Los Angeles 4-0. Ils deviennent champion de la NBA le 12 juin 2023 en battant le Heat de Miami 4 matchs à 1.
C'est le troisième des quatre sports majeurs américains où la ville de Denver est championne après trois Super Bowl gagnés par les Broncos en football américain (1997, 1998 et 2015) et trois Coupe Stanley par l'Avalanche du Colorado en en hockey sur glace (1996, 2001 et 2022).
L'entraîneur Michael Malone et le general manager Calvin Booth sont licenciés quelques jours avant la fin de la saison régulière. La saison de Denver est déçevante mais les Nuggets sont encore en lice pour une qualification pour les playoffs. Malone est remplacé à titre intérimaire par son premier adjoint, David Adelman.

## Couleurs et symboles

### Logos successifs

Logotype des Nuggets en 1981
Logo des Nuggets (1993-2003).
Logo des Nuggets (2003-2008).
Logo des Nuggets (2008-2018).
Logo des Nuggets (depuis 2018).

### Maillots
Depuis que Nike fournit l'ensemble des tenues aux équipes de NBA, en 2017, les maillots « domicile » et « extérieur » sont remplacés par une collection plus fournie, pouvant servir aussi bien en déplacement qu'à domicile, portant les noms « association », « icon », « statement » et « city », et pour certaines équipes en plus une version « classic » reprenant le design d'anciens maillots. Les équipes qualifiées pour les playoffs 2020 se sont vues dotées d'une tenue supplémentaire, dénommée « earned ».

## Palmarès

### En ABA
- Champion de Division (2) : 1970 et 1975.

### En NBA
- Champion NBA en 2023.
- Champion de la Conférence Ouest en 2023.
- Champion de la Division Midwest (4) : 1977, 1978, 1985, 1988.
- Champion de la Division Nord-Ouest (6) : 2006, 2009, 2010, 2019, 2020 et 2023.

## Meilleurs marqueurs de l'histoire de la franchise
| Place                                                                                        | Nom du joueur                  | Pays       | Points |
| -------------------------------------------------------------------------------------------- | ------------------------------ | ---------- | ------ |
| 1er                                                                                          | Alex English 1980 - 1990       | États-Unis | 21 645 |
| 2e                                                                                           | Dan Issel 1975 - 1985          | États-Unis | 14 689 |
| 3e                                                                                           | Nikola Jokić 2015 -            | Serbie     | 14 139 |
| 4e                                                                                           | Carmelo Anthony 2003 - 2011    | États-Unis | 13 970 |
| 5e                                                                                           | David Thompson 1975 - 1982     | États-Unis | 11 992 |
| 6e                                                                                           | Ralph Simpson 1970 - 1976      | États-Unis | 10 130 |
| 7e                                                                                           | Byron Beck 1967 - 1977         | États-Unis | 8 603  |
| 8e                                                                                           | Jamal Murray 2016 -            | Canada     | 8 187  |
| 9e                                                                                           | Fat Lever 1984 - 1990          | États-Unis | 8 081  |
| 10e                                                                                          | Mahmoud Abdul-Rauf 1990 - 1996 | États-Unis | 7 029  |
| Dernière mise à jour : 17 octobre 2024 En gras : Joueurs évoluant toujours dans la franchise |                                |            |        |

## Records individuels de la franchise
| Statistique                                                                                  | Nom du joueur            | Nombre               |
| -------------------------------------------------------------------------------------------- | ------------------------ | -------------------- |
| Meilleur marqueur                                                                            | Alex English             | 21 645 points        |
| Meilleure moyenne de points/match                                                            | Alex English             | 29,8 points / match  |
| Meilleur passeur                                                                             | Nikola Jokić             | 4 667 passes         |
| Meilleure moyenne de passes/match                                                            | Nikola Jokić             | 10,2 passes / match  |
| Meilleur rebondeur                                                                           | Nikola Jokić             | 7 249 rebonds        |
| Meilleure moyenne de rebonds/match                                                           | Dikembe Mutombo          | 12,3 rebonds / match |
| Meilleur contreur                                                                            | Dikembe Mutombo          | 1 486 contres        |
| Meilleur intercepteur                                                                        | Lafayette Lever          | 1 167 interceptions  |
| Meilleur pourcentage au tir                                                                  | Mason Plumlee            | 59,3 %               |
| 3 points marqués                                                                             | Jamal Murray             | 990 tirs marqués     |
| Meilleur pourcentage à 3 points                                                              | Kentavious Caldwell-Pope | 43,3 %               |
| Lancers-francs marqués                                                                       | Dan Issel                | 4 217 tirs marqués   |
| Meilleur pourcentage au lancer-franc                                                         | Mahmoud Abdul-Rauf       | 91,6 %               |
| Matchs joués                                                                                 | Alex English             | 837 matchs           |
| Dernière mise à jour : 17 octobre 2024 En gras : Joueurs évoluant toujours dans la franchise |                          |                      |

## Maillots retirés
Sept membres des Nuggets ont leur numéro retiré, en hommage à leur impact sur la franchise, dans le cadre des maillots retirés  :
- 2 - Alex English
- 12 - Fat Lever
- 33 - David Thompson
- 40 - Byron Beck
- 44 - Dan Issel
- 55 - Dikembe Mutombo
- 432 - Doug Moe, entraîneur aux 432 victoires avec les Nuggets